# Lorenzo Cybo de Mari
Lorenzo Cybo de Mari (c. 1450/1451, Génova ou Valência - 21 de dezembro de 1503, Roma) foi um cardeal católico italiano e arcebispo de Benevento de 1485 a 1503.

## Vida pregressa
Membro da antiga e nobre família de Mari, foi filho ilegítimo de Maurizio Cibo, governador de Spoleto, irmão do Papa Inocêncio VIII; e uma dama espanhola. Seu sobrenome também é listado como Cibo; como Cybo; como Cibo de Mari; como de Mari; e como De Marj. Ele foi chamado de Cardeal de Benevento. Outros cardeais da família incluem Inocêncio Cybo, Alderano Cibo e Camilo Cybo.
Foi prefeito do Castelo de Sant'Angelo; cônego da Basílica Vaticana em 1481. Protonotário Apostólico. Foi abade in commendam de numerosos mosteiros na Itália e na França. Eleito arcebispo de Benevento em 5 de dezembro de 1485 e consagrado em 28 de março de 1486, na capela papal, segundo salão, Vaticano, pelo Papa Inocêncio VIII, assistido por Ardicino della Porta, bispo de Aleria, e por Antonio Pallavicini, bispo de Orense. Na mesma cerimônia também foi consagrado Niccolò Bucciardi Cibo, arcebispo de Cosenza. Ele obteve permissão para os cônegos do capítulo da catedral metropolitana usarem um barrete vermelha.
Cibo foi elevado cardeal no consistório de 9 de março de 1489 por seu tio; recebeu o chapéu vermelho em 14 de março e o título de S. Susanna em 23 de março. Em 17 de novembro de 1489, ele visitou o cardeal Francesco Nanni-Todeschini-Piccolomini em Siena. Foi nomeado administrador de Vannes em 29 de agosto de 1490, ocupando a sé até a morte. Optou pelo título de S. Marco em 14 de março de 1491 e passou a residir no palácio adjacente àquela basílica. Camerlengo do Sagrado Colégio dos Cardeais, janeiro de 1492 até 1493; como tal recebeu o juramento do novo secretário do Sacro Colégio, Ottaviano de Fornari (clérigo de Gênova e depois bispo de Mariana na Córsega), em 18 de agosto de 1492.
O Cardeal Cibo de 'Mari participou do conclave de 1492, no qual o Papa Alexandre VI foi eleito; ele resistiu às intrigas que fizeram Alexandre VI ser eleito; o novo papa o ameaçou com a privação do cardinalato. Por insinuação de seu tio, Inocêncio VIIII, ele havia construído uma capela na basílica patriarcal do Vaticano com um túmulo de bronze para o pontífice, obra de Antonio Pollajuolo, com a Lança Sagrada que o Sultão Bajazut de Constantinopla havia enviado como presente a esse papa; a capela foi demolida em 1606; o cibório da Lança Sagrada está atualmente na cripta do Vaticano. Em 31 de dezembro de 1494, Cibo estava em Ponte Molle para auxiliar e cumprimentar Carlos VIII da França em sua entrada em Roma. Foi para Orvieto com o Papa Alexandre VI em 27 de maio de 1495, retornando a Roma em 27 de junho. Recebeu em comenda o título de S. Cecília em 9 de dezembro de 1497, o mantendo até setembro de 1500. Ele esteve ausente de Roma em junho e julho de 1498.
O Cardeal foi promovido a ordem dos cardeais-bispos e a sé suburbicária de Albano, em 14 de maio de 1501, mantendo seu título de S. Marco em comenda. Renunciou ao governo da sé de Benevento em janeiro de 1503; nomeado administrador da sé de Noli. Participou do primeiro conclave de 1503 , que elegeu o Papa Pio III, e do segundo conclave de 1503, que elegeu o Papa Júlio II. Passou para a sé suburbicária de Palestrina, em 29 de novembro de 1503.
Cardeal Cibo de Mari morreu em 21 de dezembro de 1503. Sepultado na capela de S. Lorenzo, que ele havia construído na igreja de S. Maria del Popolo. Ele deixou seus ornamentos litúrgicos e biblioteca para a diocese de Palestrina.